# Trường Điện ảnh Krzysztof Kieślowski

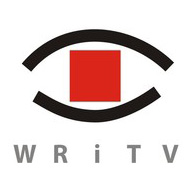
Logo của Trường Điện ảnh Katowice (Khoa Phát thanh và Truyền hình Krzysztof Kieślowski)

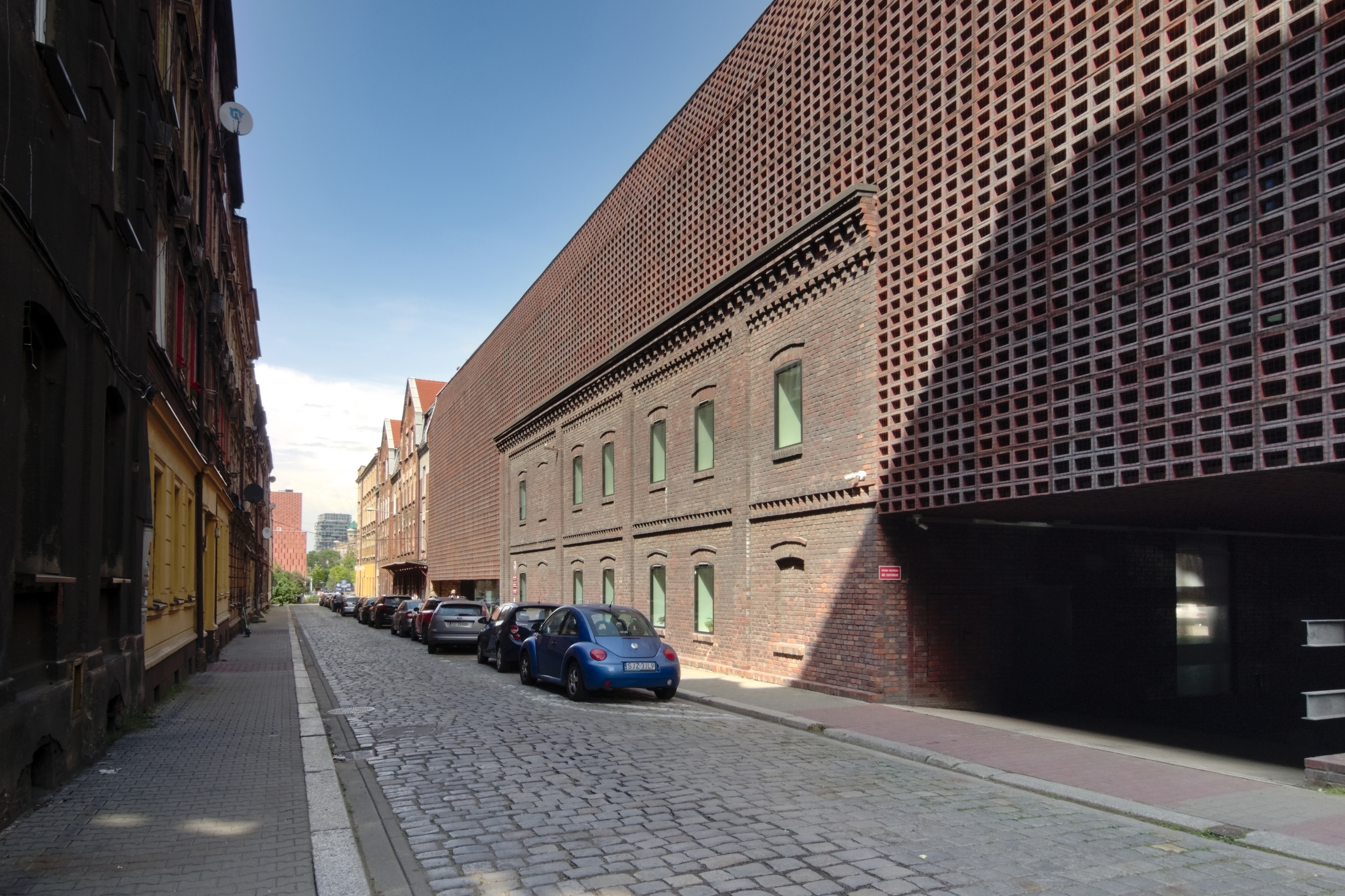
Trường Điện ảnh Krzysztof Kieślowski

Trường Điện ảnh Krzysztof Kieślowski, hay Trường Điện ảnh Katowice, hay Khoa Phát thanh và Truyền hình Krzysztof Kieślowski (tiếng Ba Lan: Szkoła Filmowa im. Krzysztofa Kieślowskiego) là một ngôi trường điện ảnh và truyền hình được thành lập vào năm 1978, có trụ sở tại thành phố Katowice, Ba Lan.

## Vị trí
Năm 2017, ngôi trường chuyển đến tòa nhà mới tại số 3 Phố Pawła, trung tâm thành phố Katowice. Kiến trúc tòa nhà này nhận được Giải thưởng Brick và lọt vào danh sách đề cử Giải thưởng Mies Van Der Rohe vào năm 2019.

## Hoạt động
Tại đây chuyên cung cấp các khóa đào tạo thạc sĩ khoa học xã hội chuyên ngành đạo diễn, quay phim, sản xuất phim điện ảnh và phim truyền hình. Bên cạnh đó, Trường điện ảnh Krzysztof Kieślowski cũng được phép cấp bằng Tiến sĩ. Một trong những giảng viên đầu tiên của trường là đạo diễn Krzysztof Kieślowski. Hiện nay, đây là một chi nhánh của Đại học Silesia ở Katowice.

## Thành tích
Các sinh viên theo học tại Trường Điện ảnh Krzysztof Kieślowski nhiều lần được trao giải tại Liên hoan phim Camerimage, chẳng hạn như: 4 giải Golden Tadpoles (Vàng), 2 giải Silver Tadpoles (Bạc), 2 giải Bronze Tadpoles (Đồng) và 1 giải Blue Tadpole (Khuyến khích) cho bộ phim hay nhất thập kỷ.